# 鈴木愛
鈴木 愛（すずき あい、1994年5月9日 - ）は、徳島県三好郡東みよし町（旧：三加茂町）出身の、日本の女子プロゴルファーである。所属はセールスフォース。

## 略歴
東みよし町立加茂小学校、東みよし町立三加茂中学校、倉吉北高等学校（鳥取県）卒業。
2004年に宮里藍が「We Love KOBEサントリーレディスオープンゴルフトーナメント」で優勝するのをテレビで観てゴルフの魅力にはまり、小学校5年生だった2005年からゴルフを始める。
2009年に中学生で「四国女子アマチュアゴルフ選手権競技」で優勝。これをきっかけにプロゴルファーを志す。
高校は、徳島県内のゴルフ強豪校からの誘いを断り、2010年にゴルフ部が新設された倉吉北高等学校（鳥取県）に進学。半年ほど寮生活をしていたが、徳島に残っていた家族も揃って引っ越し、家族全員でサポートする体制を取った。プロデビュー後も母親が運転する自家用車で競技会に参加している。
2013年日本女子プロゴルフ協会（LPGA）最終プロテストに進出し3位で合格、なお2位には成田美寿々が合格している。同年のステップ・アップ・ツアー「中国新聞ちゅーピーレディースカップ」で下部ツアーながらプロ初優勝。
2014年9月、LPGAツアー公式戦「日本女子プロゴルフ選手権大会」において同ツアー初勝利を初の公式戦勝利で飾ると共に、宮里藍が2006年に21歳83日で達成した同大会史上最年少勝利を更新する、20歳128日での優勝でもあった。同年は年間獲得賞金ランキング（賞金ランク）13位となり自身初のシード入りを果たす。
2015年2月19日、セールスフォース・ドットコム（現・セールスフォース）と所属契約を締結したことを発表。同年シーズンは「ヨコハマタイヤゴルフトーナメント PRGRレディスカップ」で李知姫に、「Meijiカップ」では西山ゆかりにいずれもプレーオフで敗れた。ツアー2勝目はならなかったが、賞金ランク14位。
2016年、LPGAツアー公式戦「日本女子プロゴルフ選手権大会」を2年ぶりに制するなど、年間2勝を挙げ、賞金ランク5位。
2017年にはLPGAツアー2勝を挙げ、日本人選手として森田理香子以来4年ぶりとなる賞金女王に輝いた。
2018年7月上旬に豪雨災害に見舞われた西日本地域の復興のため、日本赤十字社を通じて2000万円の寄付を行った。同年は4勝を挙げ、賞金ランク3位。
2019年は、11月に「樋口久子 三菱電機レディスゴルフトーナメント」優勝、「TOTOジャパンクラシック」で米LPGAツアー初優勝を果たすと、「伊藤園レディスゴルフトーナメント」にも優勝し、史上2人目の3週連続優勝を達成した。月間3勝は大山志保に次いで2人目。年間7勝は1988年のツアー制度施行後3人目（4度目）。同年は2年ぶり2度目の賞金女王にも輝き、2022年までの3年シードを獲得した。

## 優勝記録
太字は公式戦
- 2014年 - 日本女子プロゴルフ選手権大会
- 2016年 - 中京テレビ・ブリヂストンレディス、日本女子プロゴルフ選手権大会
- 2017年 - ほけんの窓口レディース、アース・モンダミンカップ
- 2018年 - Tポイントレディスゴルフトーナメント、スタジオアリス女子オープン、ほけんの窓口レディース（2年連続）、ニチレイレディス
- 2019年 - ヨコハマタイヤゴルフトーナメント PRGRレディスカップ、宮里藍 サントリーレディスオープンゴルフトーナメント、ニチレイレディス（2年連続）、ニトリレディスゴルフトーナメント、樋口久子 三菱電機レディスゴルフトーナメント、TOTOジャパンクラシック、伊藤園レディスゴルフトーナメント
- 2021年 - 資生堂 レディスオープン
- 2023年 - 北海道Meijiカップ
- 2024年 - 明治安田レディス ヨコハマタイヤゴルフトーナメント、Vポイント×ENEOSゴルフトーナメント